# Огромное небо (песня)
Огромное небо — советская песня, автором слов которой является Роберт Рождественский, а музыки — Оскар Фельцман. Песня основана на реальных событиях.

## Подвиг лётчиков
6 апреля 1966 года капитан Борис Капустин (командир самолёта) и старший лейтенант Юрий Янов (штурман) 668-го авиационного полка 132-й бомбардировочной авиадивизии 24-й воздушной армии Группы советских войск в Германии, дислоцировавшегося в городе Финов (Finow) в ГДР, получили приказ перегнать бомбардировщик Як-28 на другой аэродром. Но в облачном небе над Западным Берлином у самолёта в результате помпажа отказали сразу оба двигателя, и машина начала падать на жилые кварталы города. Лётчикам, безуспешно пытавшимся запустить двигатели, удалось отвести самолёт от густонаселённых кварталов за черту города. Они приняли решение посадить самолёт в видневшемся неподалёку леске, но он оказался кладбищем, на котором к тому же в тот день было много людей. Экипажу поступила команда катапультироваться, но Капустин и Янов решили не покидать падающую машину, а попытаться посадить её. Показавшееся вдали озеро Штёссензее вполне могло подойти для посадки самолёта на воду, но преграждавшая путь к нему высокая дамба с шоссе поверху, на котором было много автомобилей, заставила командира экипажа Капустина приподнять самолёт, чтобы преодолеть её. После этого потерявший управление самолёт рухнул с небольшой высоты и с большим наклоном ушёл своей передней частью в толстый слой ила на дне озера. Пилоты не смогли открыть фонарь кабины изнутри и задохнулись. Единственный рыбак на лодке, оказавшийся на озере, впал в шок при появлении и падении советского самолёта и не сумел снаружи вовремя помочь им выбраться, но вызвал помощь.
Самолёт упал в британском секторе Западного Берлина неподалёку от английской военно-воздушной базы Гатов. На место падения вскоре прибыли британские военные, которые сразу же занялись подъёмом тел лётчиков и некоторых особо важных частей разбившегося самолёта. Им удалось демонтировать уникальную РЛС «Орёл-Д» («Skipspin» по классификации НАТО) и она вместе с деталями двигателей была исследована на британской авиабазе в Фарнборо.
На третьи сутки, 8 апреля 1966 года, состоялась торжественная передача останков советских лётчиков представителям Группы советских войск в Германии. Каждый крупный город ГДР прислал свою делегацию для участия в траурной церемонии, а из Великобритании даже прибыл королевский военный оркестр. Тела лётчиков после прощальной торжественной церемонии на аэродроме отправили в СССР отдельными самолётами в их родные города.
Тогдашний бургомистр Западного Берлина, будущий канцлер ФРГ Вилли Брандт, выступил при прощании и сказал: «Мы можем исходить из предположения, что оба они в решающие минуты сознавали опасность падения в густонаселённые районы, и в согласовании с наземной службой наблюдения повернули самолёт в сторону озера Штёссензее. Это означало отказ от собственного спасения. Я это говорю с благодарной признательностью за жертву, предотвратившую катастрофу».
10 мая 1966 года за мужество и отвагу, проявленные при исполнении воинского долга, капитан Капустин и старший лейтенант Янов были посмертно награждены орденами Красного Знамени.

## Песня
О подвиге лётчиков сообщила советская пресса. После этого молодой поэт Роберт Рождественский в 1967 году написал о нём своё стихотворение и обратился к композитору Оскару Фельцману с предложением положить его на музыку. В песне не упоминается Берлин, и говорится, что самолёт упал в лес (а не в озеро).
Первой песню исполнила Эдита Пьеха с Ансамблем «Дружба» в аранжировке своего мужа, руководителя ансамбля Александра Броневицкого. В 1968 году, в рамках IX Всемирного фестиваля молодёжи и студентов в Софии, песня получила несколько наград: золотую медаль и первое место на конкурсе политической песни, золотую медаль за исполнение и стихи, а также серебряную медаль за музыку. Также песню исполняли Марк Бернес, Эдуард Хиль, Иосиф Кобзон, Муслим Магомаев, Лиляна Петрович, Хели Ляэтс.

## Память

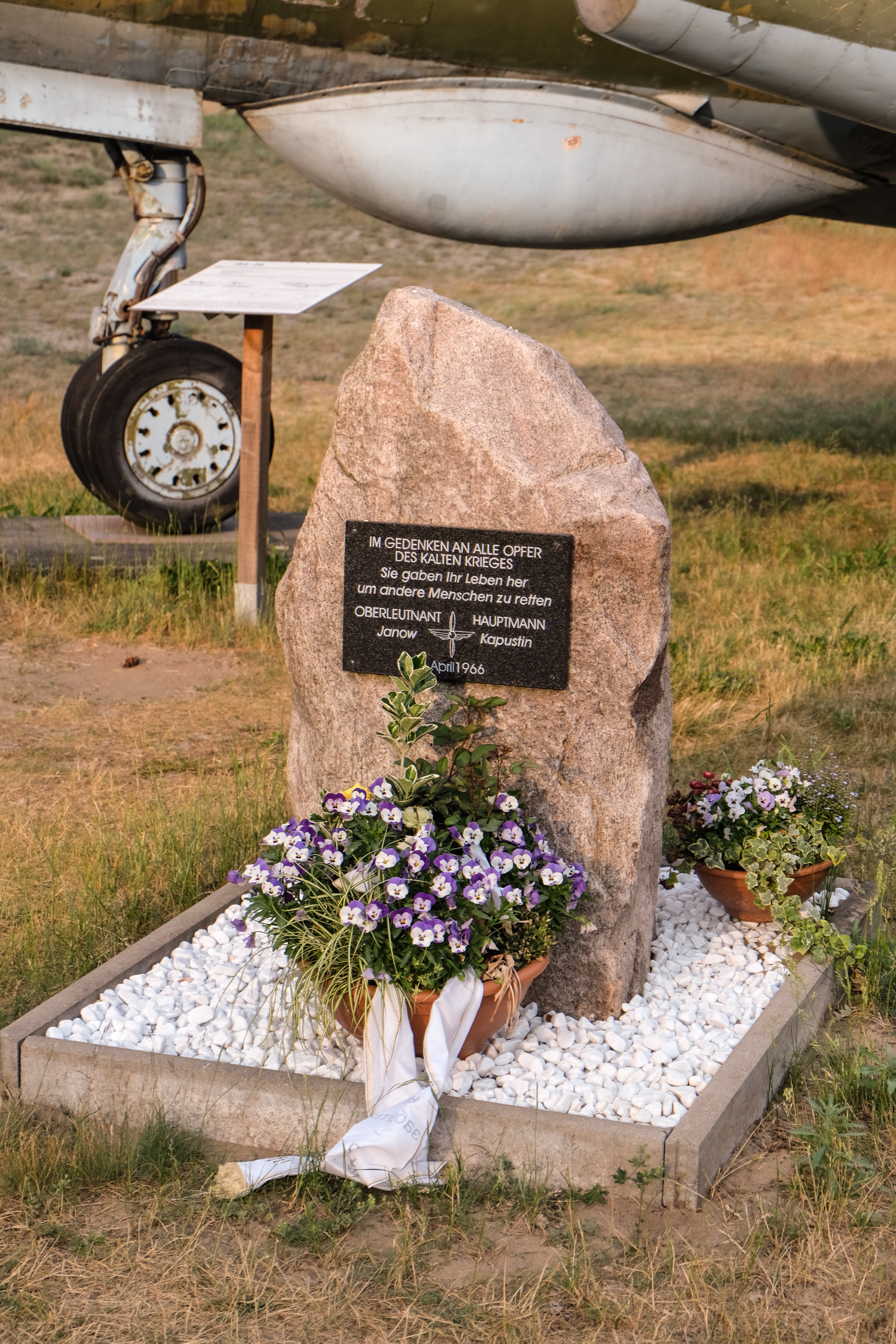
Памятник подвигу Янова и Капустина в Музей авиации Финовфурт

30 марта 2001 года, к 35-летию подвига лётчиков, в Берлине прошли торжественные мероприятия, а в авиационном музее, созданном после вывода советских войск на аэродроме Финов, у самолёта Як-28 был поставлен памятник с надписью: «Памяти всех жертв холодной войны. Они отдали свои жизни, чтобы спасти других людей».

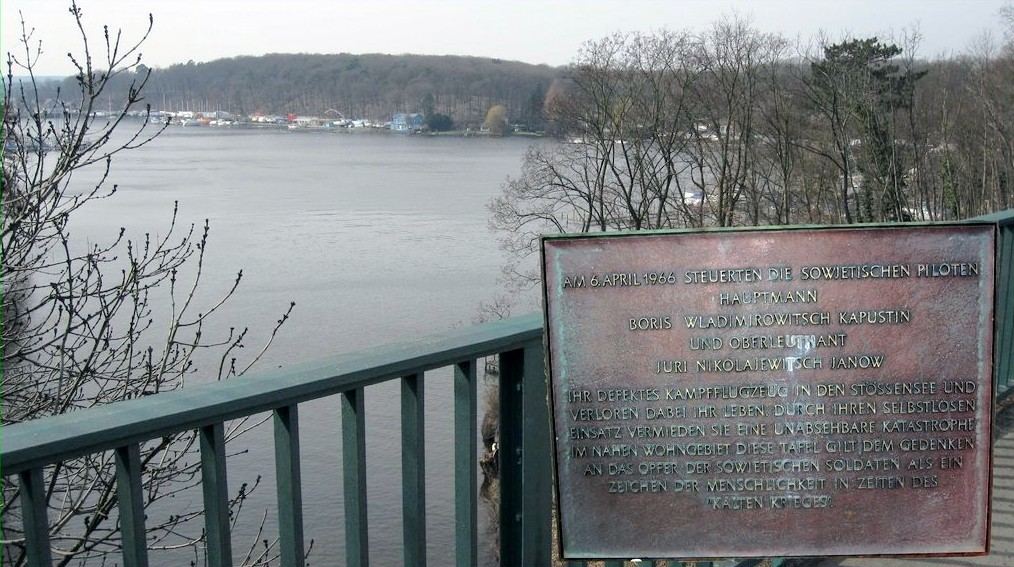
Памятная доска у озера Штёссензее

На перилах берлинского моста на дамбе, где пролетел и упал самолёт,   укреплена мемориальная доска в их память и честь.

## Сходные случаи
- 4 декабря 1959 года энсин ВМС США Альберт Хикман (Albert J. Hickman) направил самолёт F3H с отказавшим двигателем в каньон в городе Сан-Диего, чтобы избежать его падения на населённый район[8].
- 31 января 1961 года при подлёте к посёлку Полигон Николаевской области произошло возгорание на борту вылетевшего с авиаремонтного завода в Кульбакино бомбардировщика. Экипажу удалось отвести горящий самолёт от посёлка. Пятеро лётчиков погибло при падении самолёта, покинувший самолёт по приказу командира штурман умер через полтора года от полученных травм, так как высота оказалась недостаточной для безопасного катапультирования[9].
- 17 декабря 1968 года аналогичный подвиг совершили лётчики Липецкого авиацентра Л. А. Кривенков и С. М. Шерстобитов, спасая Липецк от падения Як-28 с полным грузом топлива и бомб.
- 4 июня 1969 года у посёлка Махнёво в Свердловской области майор Юрий Левшин и лейтенант Николай Илюшкин, взлетевшие на МиГ-15УТИ с аэродрома Салка под Нижним Тагилом увели свой падающий самолёт от посёлка[10].
- 28 ноября 1969 года лейтенант ВВС Израиля Хаим Гольцман направил свой «Dassault Mystere» с заглохшим мотором на пустырь возле Реховота. Этот манёвр не оставил ему возможности для катапультирования, но не позволил самолёту упасть на жилые кварталы и корпуса Института Вейцмана в городе[11].
- 2 апреля 1981 года на аэродроме Сиверский на идущем на посадку истребителе-бомбардировщике Су-17М2, который пилотировал майор В. П. Нестеров, произошло возгорание силовой установки и помпаж единственного двигателя. Лётчик предотвратил падение самолёта на находящуюся в пределах полосы воздушных подходов аэродрома Сиверский деревню Куровицы, уведя падающий самолёт в сторону от деревни. Самолёт находился уже на небольшой высоте, поэтому катапультироваться майор Нестеров не успел[12].
- 9 сентября 1981 года майор Анашкин и капитан Волков ценой жизней отвели свой падающий Як-28 от населённого пункта.[источник не указан 1159 дней] Памятник установлен в городе Арсеньев.
- 19 мая 2021 года в белорусском городе Барановичи потерпел крушение учебно-боевой самолёт Як-130. Во время тренировочного полёта произошла техническая неисправность, экипаж в составе инструктора майора Андрея Владимировича Ничипорчика и лейтенанта Никиты Борисовича Куконенко оставался в машине и сумел направить падающий самолёт на пустырь между жилыми домами, которые получили лишь незначительные повреждения от осколков. Пилоты катапультировались в последний момент и погибли из-за недостаточного запаса высоты. На земле пострадал один человек, получивший перелом предплечья[13][14]. 24 ноября 2021 года лётчикам посмертно присвоено звание Героев Беларуси[15].